# Woolston (Sampford Brett)
Woolston – przysiółek w Anglii, w Somerset. Woolston jest wspomniana w Domesday Book (1086) jako Ulvretune/Ulfertuna.